# Euroligue de basket-ball 2020-2021
Navigation
2019-2020 2021-2022
L'Euroligue de basket-ball 2020-2021 (ou Turkish Airlines Euroleague pour des raisons de sponsoring) est la 21e édition de l'Euroligue masculine et la 64e édition de la plus prestigieuse coupe des clubs européens. La compétition rassemble les 18 meilleurs clubs de basket-ball de la zone FIBA Europe.
Pour la cinquième fois dans l'histoire de la compétition, les 18 équipes engagées s'affrontent toutes en rencontres aller-retour à l'occasion d'une phase régulière. Les huit meilleures disputent des playoffs sous forme de 1/4 de finale au meilleur des 5 matchs suivi d'un Final Four.

## Saison régulière

### Équipes participantes
Olympiakós
Panathinaïkos
Fenerbahçe SK
Anadolu Efes SK
CSKA Moscou
BC Khimki Moscou
18 équipes disputent la saison régulière en matchs aller et retour, soit 34 matchs disputés au total. Les 18 places reviennent exceptionnellement aux 18 équipes engagées la saison précédente en raison de la pandémie de Covid-19. Pour rappel, ces places avaient été attribuées comme suit :
- 11 aux détenteurs de licences longue durée ;
- 1 au vainqueur de l'Eurocoupe 2019 la saison précédente ;
- 4 aux vainqueurs des ligues adriatique, allemande, espagnole et d'Europe de l'Est en 2019 ;
- 2 invitations (wild-cards) d'une durée de deux ans.

Chaque ligue peut envoyer au maximum 4 clubs en Euroligue.
| Club                                | Qualification                      |
| ----------------------------------- | ---------------------------------- |
| FC Barcelone                        | Licence longue durée               |
| Real Madrid                         | Licence longue durée               |
| TD Systems Baskonia Vitoria-Gasteiz | Licence longue durée               |
| Olympiakós Le Pirée                 | Licence longue durée               |
| Panathinaïkos OPAP Athènes          | Licence longue durée               |
| Maccabi Playtika Tel-Aviv           | Licence longue durée               |
| AX Armani Exchange Milan            | Licence longue durée               |
| Žalgiris Kaunas                     | Licence longue durée               |
| CSKA Moscou                         | Licence longue durée               |
| Anadolu Efes Istanbul               | Licence longue durée               |
| Fenerbahçe Beko Istanbul            | Licence longue durée               |
| Bayern Munich                       | Wild card (2019-2021)              |
| LDLC ASVEL Villeurbanne             | Wild card (2019-2021)              |
| Valence BC                          | Vainqueur de l'Eurocoupe 2018-2019 |
| ALBA Berlin                         | Finaliste de la Bundesliga         |
| BC Khimki Moscou Région             | Finaliste de la VTB United League  |
| Étoile rouge de Belgrade            | Vainqueur de la Ligue adriatique   |
| Zénith Saint-Pétersbourg            | Wild card (2019-2020)              |

1. ↑  Le Bayern Munich, champion d'Allemagne, avait déjà son invitation pour l'Euroligue. L'ALBA Berlin, finaliste, récupère donc la place de la ligue allemande.
2. ↑  Le CSKA Moscou, vainqueur de la VTB United League, possède une licence longue durée pour l'Euroligue. Le Khimki Moscou, finaliste, récupère donc la place de la ligue d'Europe de l'Est.
3. ↑  Le Valence BC, vainqueur de l'Eurocoupe, a pris la 4e place disponible de la ligue espagnole, empêchant ainsi toute qualification d'une équipe supplémentaire à cette ligue. La place vacante est attribuée au Zénith.

### Classement
| Rang | Équipe                              | %  | J  | G  | P  | Pp   | Pc   | Diff |
| ---- | ----------------------------------- | -- | -- | -- | -- | ---- | ---- | ---- |
| 1    | FC Barcelone                        | 71 | 34 | 24 | 10 | 2706 | 2469 | 237  |
| 2    | CSKA Moscou T                       | 71 | 34 | 24 | 10 | 2817 | 2662 | 155  |
| 3    | Anadolu Efes Istanbul               | 65 | 34 | 22 | 12 | 2838 | 2604 | 234  |
| 4    | AX Armani Exchange Milan            | 62 | 34 | 21 | 13 | 2720 | 2599 | 121  |
| 5    | Bayern Munich                       | 62 | 34 | 21 | 13 | 2633 | 2599 | 34   |
| 6    | Real Madrid                         | 59 | 34 | 20 | 14 | 2667 | 2593 | 74   |
| 7    | Fenerbahçe Beko Istanbul            | 59 | 34 | 20 | 14 | 2661 | 2679 | -18  |
| 8    | Zénith Saint-Pétersbourg            | 59 | 34 | 20 | 14 | 2670 | 2547 | 123  |
| 9    | Valence BC                          | 56 | 34 | 19 | 15 | 2762 | 2743 | 19   |
| 10   | TD Systems Baskonia Vitoria-Gasteiz | 53 | 34 | 18 | 16 | 2742 | 2619 | 123  |
| 11   | Žalgiris Kaunas                     | 50 | 34 | 17 | 17 | 2630 | 2645 | -15  |
| 12   | Olympiakós Le Pirée                 | 47 | 34 | 16 | 18 | 2628 | 2674 | -46  |
| 13   | Maccabi Playtika Tel-Aviv           | 41 | 34 | 14 | 20 | 2608 | 2642 | -34  |
| 14   | LDLC ASVEL Villeurbanne             | 38 | 34 | 13 | 21 | 2590 | 2714 | -124 |
| 15   | ALBA Berlin                         | 35 | 34 | 12 | 22 | 2652 | 2790 | -138 |
| 16   | Panathinaïkos OPAP Athènes          | 32 | 34 | 11 | 23 | 2656 | 2782 | -126 |
| 17   | Étoile rouge de Belgrade            | 29 | 34 | 10 | 24 | 2499 | 2684 | -185 |
| 18   | BC Khimki Moscou Région             | 12 | 34 | 4  | 30 | 2616 | 3050 | -434 |

| Légende :           |
| T : Tenant du titre |
| 0                   |

### Évolution du classement
| Journées →               | 1  | 2  | 3    | 4    | 5    | 6    | 7    | 8    | 9    | 10   | 11   | 12   | 13   | 14   | 15   | 16   | 17   | 18   | 19   | 20   | 21   | 22   | 23   | 24   | 25   | 26   | 27   | 28   | 29   | 30   | 31   | 32   | 33   | 34   | Ret. | En tête | Top 8 |
|                          |    |    |      |      |      |      |      |      |      |      |      |      |      |      |      |      |      |      |      |      |      |      |      |      |      |      |      |      |      |      |      |      |      |      |      |         |       |
| ------------------------ | -- | -- | ---- | ---- | ---- | ---- | ---- | ---- | ---- | ---- | ---- | ---- | ---- | ---- | ---- | ---- | ---- | ---- | ---- | ---- | ---- | ---- | ---- | ---- | ---- | ---- | ---- | ---- | ---- | ---- | ---- | ---- | ---- | ---- | ---- | ------- | ----- |
| ALBA Berlin              | 15 | 17 | 18   | 16   | 15-1 | 16-2 | 17-2 | 17-2 | 16-2 | 16-2 | 16-1 | 14-1 | 12-1 | 12-1 | 12-1 | 13-1 | 14-1 | 14   | 14   | 14   | 14   | 15   | 16   | 16   | 16   | 16   | 16   | 15   | 15   | 15   | 15   | 15   | 16   | 15   | 15   |         |       |
| Bayern Munich            | 10 | 6  | 4    | 2    | 1    | 3    | 3    | 2    | 2    | 2    | 4    | 3    | 3    | 4    | 3    | 4    | 4    | 6    | 4    | 6    | 7    | 7    | 5    | 5    | 5    | 5    | 4    | 4    | 5    | 5    | 5    | 6    | 6    | 5    | 5    | 1       | 33    |
| Real Madrid              | 17 | 18 | 15   | 15   | 16   | 15   | 10   | 8    | 6    | 5    | 8    | 5    | 5    | 3    | 4    | 3    | 2    | 3    | 3-1  | 3-1  | 5    | 4    | 4    | 4    | 4    | 4    | 7    | 6    | 6    | 7    | 7    | 8    | 7    | 6    | 6    |         | 27    |
| FC Barcelone             | 3  | 7  | 7    | 5    | 3    | 2    | 1    | 1    | 1-1  | 1-1  | 1-1  | 1-1  | 1    | 1    | 2    | 2    | 3    | 2    | 2    | 2    | 1    | 1    | 1    | 1    | 1    | 1    | 1    | 1    | 1    | 1    | 1    | 1    | 1    | 1    | 1    | 22      | 34    |
| Baskonia Vitoria-Gasteiz | 2  | 11 | 10-1 | 7-1  | 8-2  | 10-2 | 12-2 | 14-2 | 13-2 | 11-2 | 10-1 | 8-1  | 10-1 | 13-1 | 11-1 | 10-1 | 9-1  | 10   | 12   | 13   | 13   | 13   | 13   | 11   | 11   | 11   | 10   | 10   | 9    | 9    | 9    | 7    | 9    | 10   | 10   |         | 5     |
| Valence BC               | 7  | 2  | 6    | 8-1  | 4-1  | 5-1  | 4-1  | 6-1  | 5-1  | 4-1  | 3-1  | 4-1  | 5-1  | 5    | 6    | 5    | 7    | 8    | 10   | 9    | 9    | 10   | 11   | 10   | 10   | 9    | 11   | 11   | 10   | 10   | 10   | 10   | 10   | 9    | 9    |         | 18    |
| LDLC ASVEL               | 13 | 16 | 16-1 | 17-2 | 17-3 | 18-3 | 16-3 | 16-2 | 18-2 | 18-3 | 14-2 | 17-2 | 17-1 | 15-1 | 15-1 | 16-1 | 17-1 | 17-1 | 17-1 | 17-1 | 17   | 14   | 14   | 14   | 12   | 12   | 12   | 12   | 13   | 13-1 | 14-1 | 14-1 | 14-1 | 14   | 14   |         |       |
| Olympiakós Le Pirée      | 11 | 8  | 5    | 3    | 6    | 7    | 6    | 3    | 4-1  | 6-2  | 9-2  | 10-2 | 8-1  | 8-1  | 9-1  | 11-1 | 10-1 | 9-1  | 8-1  | 10-1 | 10   | 11   | 10   | 12   | 13   | 13   | 13   | 13   | 12   | 12   | 12   | 12   | 12   | 12   | 12   |         | 12    |
| Panathinaïkos Athènes    | 6  | 12 | 11-1 | 12-1 | 9-1  | 11-2 | 13-2 | 15-2 | 15-2 | 15-2 | 15-1 | 13-1 | 15-1 | 16-1 | 14-1 | 15-1 | 16-1 | 16-1 | 15-1 | 15-1 | 15-1 | 16-1 | 15-1 | 15-1 | 15-2 | 15-2 | 15-2 | 16-2 | 16-2 | 16-2 | 16-2 | 16-2 | 15-2 | 16-2 | 16   |         | 1     |
| Maccabi Tel-Aviv         | 4  | 10 | 13   | 13   | 12   | 14   | 15   | 12   | 14   | 14   | 17   | 15   | 13   | 13   | 13   | 12   | 12   | 12   | 13   | 12   | 12   | 12   | 12-1 | 13-2 | 14-2 | 14-2 | 14-2 | 14-2 | 14-2 | 14-2 | 13-2 | 13-2 | 13-2 | 13   | 13   |         | 1     |
| AX Milan                 | 9  | 4  | 8    | 4    | 5-1  | 4-2  | 8-2  | 11-3 | 12-3 | 10-3 | 6-2  | 7-2  | 7-1  | 7-1  | 5-1  | 7-1  | 8-1  | 7-1  | 6-1  | 5-1  | 4-1  | 3-1  | 3-1  | 3-1  | 2-1  | 3    | 3    | 3    | 2    | 4    | 4    | 4    | 4    | 4    | 4    |         | 30    |
| Žalgiris Kaunas          | 8  | 3  | 1    | 1    | 2    | 1    | 2    | 5    | 7    | 8    | 11   | 11   | 11   | 9    | 8    | 8    | 6    | 5    | 7    | 8    | 6    | 6    | 7    | 9-1  | 9-1  | 10   | 9    | 9    | 11   | 11   | 11   | 11   | 11   | 11   | 11   | 3       | 19    |
| CSKA Moscou              | 16 | 13 | 9    | 10   | 13   | 8    | 7    | 4    | 3    | 3    | 2    | 2    | 2    | 2    | 1    | 1    | 1    | 1    | 1    | 1    | 2    | 2    | 2    | 2    | 3-1  | 2-1  | 2-1  | 2-1  | 3-1  | 2-1  | 2-1  | 2-1  | 2-1  | 2-1  | 2    | 6       | 29    |
| Khimki Moscou Région     | 12 | 15 | 17   | 18   | 18   | 17   | 18   | 18-1 | 17-1 | 17-1 | 18-1 | 18-1 | 18   | 18   | 18   | 18   | 18   | 18   | 18   | 18   | 18   | 18   | 18   | 18-1 | 18-1 | 18-1 | 18-1 | 18-1 | 18-1 | 18-1 | 18-1 | 18-1 | 18-1 | 18   | 18   |         |       |
| Zénith St-Pétersbourg    | 5  | 5  | 2-1  | 6-2  | 7-3  | 9-4  | 11-4 | 10-4 | 11-4 | 9 -4 | 5 -3 | 6-2  | 6-2  | 6-2  | 7-2  | 6-2  | 5-2  | 4-2  | 5-2  | 4-2  | 3-2  | 5-2  | 6-2  | 7-2  | 7-2  | 7-1  | 5-1  | 8-1  | 8-1  | 8-1  | 8-1  | 9-1  | 8-1  | 8-1  | 8    |         | 27    |
| Étoile rouge de Belgrade | 18 | 9  | 14   | 11-1 | 10-1 | 13-1 | 14-1 | 13   | 9    | 12   | 12   | 16   | 16   | 17   | 16   | 17   | 15   | 15   | 16-1 | 16-1 | 16   | 17   | 17   | 17-1 | 17-1 | 17   | 17   | 17   | 17   | 17   | 17   | 17   | 17   | 17   | 17   |         |       |
| Fenerbahçe Istanbul      | 1  | 1  | 3    | 9    | 11   | 6    | 5    | 9    | 10   | 13   | 13   | 12   | 14   | 14   | 17   | 14   | 13   | 13   | 11   | 11   | 11   | 9    | 8    | 6    | 6    | 8    | 8    | 7    | 7    | 6    | 6    | 5    | 5    | 7    | 7    | 2       | 17    |
| Anadolu Efes Istanbul    | 14 | 14 | 12   | 14   | 14-1 | 12-1 | 9-1  | 7-1  | 8-1  | 7-1  | 7-1  | 9-1  | 9    | 10   | 10   | 9    | 11   | 11   | 9    | 7    | 8    | 8    | 9-1  | 8-1  | 8-1  | 7-1  | 6-1  | 5-1  | 4-1  | 3    | 3    | 3    | 3    | 3    | 3    |         | 18    |

En exposant rouge (-1, -2...), les équipes comptant un ou plusieurs matchs de retard :
1. ↑  Plusieurs matchs de la 3e journée sont reportés :
  - Baskonia Vitoria-Gasteiz - Zénith St-Pétersbourg est reporté entre la 10e et la 11e journée pour cas de coronavirus au Zénith[2],[3] ;
  - LDLC ASVEL - Panathinaïkos est reporté entre la 11e et la 12e journée pour cas de coronavirus à l'ASVEL[4],[5].
2. ↑  Plusieurs matchs de la 4e journée sont reportés :
  - LDLC ASVEL - Étoile Rouge de Belgrade est reporté entre la 7e et la 8e journée pour cas de coronavirus à l'ASVEL[6],[5] ;
  - Valence BC - Zénith St-Pétersbourg est reporté entre la 12e et la 13e journée pour cas de coronavirus au Zénith[2],[5].
3. ↑  Plusieurs matchs de la 5e journée sont reportés :
  - Anadolu Efes Istanbul - LDLC ASVEL est reporté entre la 12e et la 13e journée pour cas de coronavirus à l'ASVEL [7],[5] ;
  - ALBA Berlin - Baskonia Vitoria-Gasteiz est reporté entre la 17e et la 18e journée pour cas de coronavirus à Berlin[7],[3] ;
  - Zénith St-Pétersbourg - AX Milan est reporté entre la 7e et la 8e journée, puis de nouveau à une date ultérieure pour cas de coronavirus au Zénith[7],[5] puis à Milan[8], et enfin programmé entre les 25e et 26e journées[9].
4. ↑  Plusieurs matchs de la 6e journée sont reportés :
  - AX Milan - ALBA Berlin est reporté entre la 11e et la 12e journée pour cas de coronavirus à Berlin[10],[3] ;
  - Zénith St-Pétersbourg - Panathinaïkos est dans un premier temps reporté entre la 24e et la 25e journée pour cas de coronavirus au Panathinaïkos[11],[3], avant d'être une nouvelle fois déplacé en raison des mesures de quarantaines imposées en Grèce[12].
5. ↑  Khimki Moscou Région - AX Milan, match de la 8e journée, est reporté à une date ultérieure pour cas de coronavirus à Milan[13].
6. ↑  FC Barcelone - Olympiakós Le Pirée, match de la 9e journée, est reporté à une date ultérieure pour cas de coronavirus à l'Olympiakós[14].
7. ↑  LDLC ASVEL - Olympiakós Le Pirée, match de la 10e journée, est reporté à une date ultérieure pour cas de coronavirus à l'Olympiakós[14].
8. ↑  Real Madrid - Étoile Rouge de Belgrade est reportée après la 20e journée, en raison de l'impossibilité des visiteurs d'atteindre la capitale espagnole vues les conditions climatiques[15].
9. ↑  Maccabi Tel Aviv - Anadolu Efes Istanbul est reportée entre les 29eet 30e journées, en raison des décisions des autorités israéliennes limitant les voyages depuis l'étranger, en raison du regain de la pandémie de Covid-19[16],[9].
10. ↑  Plusieurs matchs de la 24e journée sont reportés :
  - Maccabi Tel Aviv - Khimki Moscou est reporté entre les 33e et 34e journées, en raison des décisions des autorités israéliennes limitant les voyages depuis l'étranger à la suite du regain de la pandémie de Covid-19 dans le pays[17],[9] ;
  - Zalgiris Kaunas - Étoile Rouge de Belgrade est reporté entre les 25e et 26e journées en raison des nouveaux cas positifs déclarés chez les visiteurs[18],[9].
11. ↑  CSKA Moscou - Panathinaikos Athènes, match de la 25e journée, est reporté à une date ultérieure en raison des mesures de quarantaines imposées en Grèce[12].

### Matches de la saison régulière
| Résultats (dom.\ext.)                                              | ALB    | BAY    | REM   | FCB    | BVG   | VBC   | ASV   | OLY    | PAN    | MTA   | AOM    | ŽKA   | CSK     | KHM    | ZSP   | KCZ   | FBI    | AEI     |
| ALBA Berlin                                                        |        | 72-90  | 63-72 | 67-103 | 95-91 | 86-90 | 76-75 | 80-84  | 74-65  | 73-85 | 70-84  | 71-74 | 68-71   | 100-80 | 66-73 | 81-58 | 89-63  | 72-93   |
| Bayern Munich                                                      | 101-95 |        | 76-81 | 90-77  | 77-66 | 90-79 | 76-62 | 74-68  | 76-71  | 72-70 | 79-81  | 71-70 | 81-89   | 80-77  | 82-80 | 74-59 | 68-77  | 80-79   |
| Real Madrid                                                        | 91-62  | 100-82 |       | 76-81  | 64-84 | 77-93 | 91-84 | 72-63  | 76-66  | 79-63 | 76-80  | 70-58 | 89-96   | 94-85  | 79-72 | 77-79 | 94-74  | 83-108  |
| FC Barcelone                                                       | 80-67  | 72-82  | 79-72 |        | 71-57 | 89-72 | 69-76 | 88-96  | 97-89  | 67-68 | 87-71  | 86-62 | 76-66   | 87-74  | 85-81 | 76-65 | 97-55  | 86-88   |
| Baskonia Vitoria-Gasteiz                                           | 77-84  | 78-71  | 76-63 | 71-72  |       | 71-70 | 86-88 | 91-66  | 93-72  | 63-67 | 86-69  | 81-68 | 95-93   | 77-60  | 70-77 | 87-67 | 86-68  | 101-111 |
| Valence BC                                                         | 92-100 | 83-76  | 89-78 | 66-71  | 86-81 |       | 65-63 | 79-88  | 95-83  | 82-80 | 86-81  | 78-79 | 105-103 | 88-82  | 72-85 | 91-71 | 66-52  | 76-74   |
| LDLC ASVEL Villeurbanne                                            | 76-75  | 87-79  | 71-74 | 80-68  | 83-77 | 90-77 |       | 93-101 | 97-73  | 84-81 | 78-69  | 74-83 | 78-87   | 90-84  | 53-66 | 68-89 | 86-90  | 80-102  |
| Olympiakós Le Pirée                                                | 75-71  | 84-82  | 82-86 | 74-76  | 76-90 | 85-96 | 63-69 |        | 77-88  | 85-82 | 86-75  | 67-68 | 74-75   | 82-75  | 75-61 | 94-79 | 71-76  | 79-84   |
| Panathinaïkos OPAP Athènes                                         | 92-69  | 83-76  | 93-97 | 77-85  | 82-97 | 91-72 | 88-71 | 71-78  |        | 81-63 | 86-83  | 69-81 | 83-89   | 94-78  | 77-89 | 82-86 | 82-68  | 77-80   |
| Maccabi Fox Tel-Aviv                                               | 80-73  | 82-85  | 86-84 | 99-94  | 91-82 | 84-72 | 67-74 | 87-89  | 89-81  |       | 85-86  | 85-57 | 80-84   | 92-62  | 72-78 | 81-76 | 65-75  | 66-90   |
| AX Armani Exchange Milan                                           | 75-55  | 75-51  | 78-70 | 56-72  | 79-84 | 95-80 | 87-73 | 90-79  | 77-80  | 87-68 |        | 98-92 | 87-91   | 84-74  | 82-76 | 79-87 | 92-100 | 98-75   |
| Žalgiris Kaunas                                                    | 96-86  | 74-73  | 90-93 | 62-73  | 92-73 | 82-94 | 85-75 | 81-79  | 93-78  | 81-88 | 64-69  |       | 78-87   | 102-75 | 75-83 | 75-62 | 99-62  | 89-73   |
| CSKA Moscou                                                        | 88-93  | 66-69  | 74-73 | 75-88  | 89-86 | 84-75 | 88-70 | 80-61  | 93-86  | 76-72 | 76-84  | 83-73 |         | 97-72  | 83-65 | 87-72 | 83-89  | 100-65  |
| BC Khimki Moscou Région                                            | 81-100 | 93-95  | 78-77 | 75-87  | 67-89 | 68-77 | 87-85 | 88-105 | 76-78  | 87-89 | 93-102 | 70-84 | 87-96   |        | 70-91 | 83-77 | 76-107 | 77-105  |
| Zénith Saint-Pétersbourg                                           | 87-71  | 79-75  | 71-75 | 74-70  | 75-79 | 62-91 | 87-53 | 66-75  | 112-83 | 86-69 | 79-70  | 77-65 | 74-86   | 83-88  |       | 98-69 | 65-73  | 85-78   |
| Étoile rouge de Belgrade                                           | 84-90  | 76-78  | 67-73 | 60-72  | 90-73 | 76-73 | 78-81 | 79-81  | 74-71  | 76-64 | 72-93  | 69-75 | 86-84   | 92-81  | 75-76 |       | 71-73  | 64-75   |
| Fenerbahçe Beko Istanbul                                           | 89-84  | 71-75  | 67-93 | 73-82  | 96-76 | 86-90 | 81-59 | 84-77  | 100-74 | 82-75 | 71-79  | 84-61 | 77-78   | 83-71  | 92-84 | 77-63 |        | 74-106  |
| Anadolu Efes Istanbul                                              | 84-76  | 71-74  | 65-73 | 86-79  | 59-77 | 99-83 | 72-68 | 76-53  | 85-65  | 91-89 | 69-72  | 89-62 | 100-70  | 99-60  | 69-73 | 86-72 | 71-80  |         |
| - Victoire à domicile - Victoire à l'extérieur - Match non disputé |        |        |       |        |       |       |       |        |        |       |        |       |         |        |       |       |        |         |

## Playoffs
Les quarts-de-finale se jouent au meilleur des cinq matchs. Les deux premières rencontres (et éventuellement la cinquième) ont lieu sur le terrain de l'équipe la mieux classée lors de la saison régulière. Les quatre équipes qualifiées disputent le Final Four qui se déroulent dans la Lanxess Arena de Cologne en Allemagne. 
|  | Quarts de finale              | Quarts de finale              | Quarts de finale | Quarts de finale | Quarts de finale | Quarts de finale       |                        |                        | Demi-finales           | Demi-finales           |    |                  | Finale                        | Finale |
|  |                               |                               |                  |                  |                  |                        |                        |                        |                        |                        |    |                  |                               |        |
|  | [1] FC Barcelone              | 74                            | 81               | 78               | 61               | 79                     |                        |                        |                        |                        |    |                  |                               |        |
|  | [8] Zénith Saint-Pétersbourg  | 76                            | 78ap             | 70               | 74               | 53                     |                        |                        |                        |                        |    |                  |                               |        |
|  | [8] Zénith Saint-Pétersbourg  | 76                            | 78ap             | 70               | 74               | 53                     |                        | [1] FC Barcelone       | 84                     |                        |    |                  |                               |        |
|  |                               |                               |                  |                  |                  |                        |                        | [1] FC Barcelone       | 84                     |                        |    |                  |                               |        |
|  |                               | [4] AX Armani Exchange Milan0 | 82               |                  |                  |                        |                        |                        |                        |                        |    |                  |                               |        |
|  | [4] AX Armani Exchange Milan0 | [4] AX Armani Exchange Milan0 | 82               | 79               | 80               | 79                     | 82                     | 92                     |                        |                        |    |                  |                               |        |
|  | [4] AX Armani Exchange Milan0 |                               |                  | 79               | 80               | 79                     | 82                     | 92                     |                        |                        |    |                  |                               |        |
|  | [5] Bayern Munich             | 78                            | 69               | 85               | 85               | 89                     |                        |                        |                        |                        |    |                  |                               |        |
|  |                               |                               |                  |                  |                  |                        |                        |                        |                        |                        |    | [1] FC Barcelone | 81                            |        |
|  |                               | [3] Anadolu Efes Istanbul     | 86               |                  |                  |                        |                        |                        |                        |                        |    |                  |                               |        |
|  | [2] CSKA Moscou               | 92                            | 78               | 85               | /                | /                      |                        |                        |                        |                        |    |                  |                               |        |
|  | [7] Fenerbahçe Beko Istanbul  | 76                            | 67               | 68               | /                | /                      |                        |                        |                        |                        |    |                  |                               |        |
|  | [7] Fenerbahçe Beko Istanbul  | 76                            | 67               | 68               | /                | /                      |                        | [2] CSKA Moscou        | 86                     |                        |    |                  |                               |        |
|  |                               |                               |                  |                  |                  |                        |                        | [2] CSKA Moscou        | 86                     |                        |    |                  |                               |        |
|  |                               | [3] Anadolu Efes Istanbul     | 89               |                  |                  | Match pour la 3e place | Match pour la 3e place | Match pour la 3e place | Match pour la 3e place | Match pour la 3e place |    |                  |                               |        |
|  | [3] Anadolu Efes Istanbul     | [3] Anadolu Efes Istanbul     | 89               | 90               | 91               | Match pour la 3e place | Match pour la 3e place | Match pour la 3e place | Match pour la 3e place | Match pour la 3e place | 76 | 76               | 88                            |        |
|  | [3] Anadolu Efes Istanbul     |                               |                  | 90               | 91               |                        |                        |                        |                        |                        | 76 | 76               | 88                            |        |
|  | [6] Real Madrid               | 63                            | 68               | 80               | 82               | 83                     |                        |                        |                        |                        |    |                  | [4] AX Armani Exchange Milan0 | 83     |
|  |                               |                               |                  |                  |                  |                        |                        |                        |                        |                        |    |                  | [2] CSKA Moscou               | 73     |

## Récompenses

### Récompenses de la saison
- Meilleur joueur[19] :  Vasilije Micić ( Anadolu Efes Istanbul)
- MVP du Final Four[20] :  Vasilije Micić ( Anadolu Efes Istanbul)
- Meilleur marqueur[21] (trophée Alphonso Ford) :  Alexey Shved ( BC Khimki Moscou Région)
- Meilleur défenseur[22] :  Walter Tavares ( Real Madrid)
- Meilleur espoir[23] (joueur de moins de 22 ans) :  Usman Garuba ( Real Madrid)
- Premier et deuxième cinq majeurs :

| Meilleur cinq majeur d'Euroligue | Meilleur cinq majeur d'Euroligue | Meilleur cinq majeur d'Euroligue | Deuxième cinq majeur d'Euroligue | Deuxième cinq majeur d'Euroligue | Deuxième cinq majeur d'Euroligue |
| Position                         | Joueur                           | Équipe                           | Position                         | Joueur                           | Équipe                           |
| -------------------------------- | -------------------------------- | -------------------------------- | -------------------------------- | -------------------------------- | -------------------------------- |
| Meneur                           | Kevin Pangos                     | Zénith Saint-Pétersbourg         | Meneur                           | Shane Larkin                     | Anadolu Efes Istanbul            |
| Arrière                          | Vasilije Micić                   | Anadolu Efes Istanbul            | Arrière                          | Nando De Colo                    | Fenerbahçe Beko Istanbul         |
| Ailier                           | Vladimir Lučić                   | Bayern Munich                    | Ailier                           | Shavon Shields                   | AX Armani Exchange Milan         |
| Ailier fort                      | Nikola Mirotić                   | FC Barcelone                     | Ailier fort                      | Will Clyburn                     | CSKA Moscou                      |
| Pivot                            | Walter Tavares                   | Real Madrid                      | Pivot                            | Brandon Davies                   | FC Barcelone                     |

### Trophées mensuels
| Mois     | Joueur                 | Équipe                         |
| -------- | ---------------------- | ------------------------------ |
| Octobre  | Marius Grigonis (1/1)  | Žalgiris Kaunas (1/1)          |
| Novembre | Mike James (1/1)       | CSKA Moscou (1/3)              |
| Décembre | Nikola Milutinov (1/1) | CSKA Moscou (2/3)              |
| Janvier  | Jan Veselý (1/1)       | Fenerbahçe Beko Istanbul (1/1) |
| Février  | Nikola Kalinić (1/1)   | Valence BC (1/1)               |
| Mars     | Nikola Mirotić (1/1)   | FC Barcelone (1/1)             |
| Avril    | Will Clyburn (1/1)     | CSKA Moscou (3/3)              |

### Trophées hebdomadaires

#### MVPs en saison régulière
| Journée | Joueur              | Équipe                         | Évaluation |
| ------- | ------------------- | ------------------------------ | ---------- |
| 1       | Pierriá Henry (1/1) | Baskonia Vitoria-Gasteiz (1/2) | 32         |
| 2       | Jordan Loyd (1/1)   | Étoile rouge de Belgrade (1/1) | 34         |

En raison des nombreux matchs décalés pour cause de cas de coronavirus dans les effectifs à partir de la 3e journée, les trophées de MVP ne sont plus attribués par journées de championnat, mais par semaine. L'évaluation est donnée à titre indicatif car n'est plus seule prise en compte pour décerner le trophée hebdomadaire.
| Semaine                 | Joueur                      | Équipe                           | Évaluation         |
| ----------------------- | --------------------------- | -------------------------------- | ------------------ |
| 12 octobre-18 octobre   | Vladimir Lučić (1/2)        | Bayern Munich (1/5)              | 29 + 24 (2 matchs) |
| 19 octobre-25 octobre   | Nemanja Nedović (1/2)       | Panathinaïkos OPAP Athènes (1/3) | 28                 |
| 26 octobre-1er novembre | Nikola Mirotić (1/1)        | FC Barcelone (1/2)               | 27                 |
| 26 octobre-1er novembre | Marius Grigonis (1/1)       | Žalgiris Kaunas (1/2)            | 27                 |
| 2 novembre-8 novembre   | Rodrigue Beaubois (1/1)     | Anadolu Efes Istanbul (1/6)      | 36                 |
| 9 novembre-15 novembre  | Vladimir Lučić (2/2)        | Bayern Munich (2/5)              | 35                 |
| 16 novembre-22 novembre | Mike James (1/2)            | CSKA Moscou (1/3)                | 32 + 42 (2 matchs) |
| 23 novembre-29 novembre | Luke Sikma (1/1)            | ALBA Berlin (1/3)                | 32                 |
| 30 novembre-6 décembre  | Walter Tavares (1/2)        | Real Madrid (1/2)                | 29                 |
| 7 décembre-13 décembre  | Mike James (2/2)            | CSKA Moscou (2/3)                | 51                 |
| 14 décembre-20 décembre | Walter Tavares (2/2)        | Real Madrid (2/2)                | 36 (2 matchs)      |
| 21 décembre-27 décembre | Shane Larkin (1/2)          | Anadolu Efes Istanbul (2/6)      | 37                 |
| 28 décembre-3 janvier   | Wade Baldwin IV (1/1)       | Bayern Munich (3/5)              | 41                 |
| 4 janvier-10 janvier    | Joffrey Lauvergne (1/1)     | Žalgiris Kaunas (2/2)            | 38                 |
| 11 janvier-17 janvier   | Nemanja Nedović (2/2)       | Panathinaïkos OPAP Athènes (2/3) | 40 (2 matchs)      |
| 18 janvier-24 janvier   | Konstantinos Mitoglou (1/1) | Panathinaïkos OPAP Athènes (3/3) | 42                 |
| 25 janvier-31 janvier   | Nick Weiler-Babb (1/1)      | Bayern Munich (4/5)              | 38 (2 matchs)      |
| 1er février-7 février   | Vasilije Micić (1/3)        | Anadolu Efes Istanbul (3/6)      | 30                 |
| 1er février-7 février   | Jalen Reynolds (1/1)        | Bayern Munich (5/5)              | 30                 |
| 15 février-21 février   | Shane Larkin (2/2)          | Anadolu Efes Istanbul (4/6)      | 32                 |
| 22 février-28 février   | Vasilije Micić (2/3)        | Anadolu Efes Istanbul (5/6)      | 44                 |
| 1er mars-7 mars         | Marcus Eriksson (1/1)       | ALBA Berlin (2/3)                | 41 (2 matchs)      |
| 8 mars-14 mars          | Kevin Punter (1/1)          | AX Armani Exchange Milan (1/2)   | 28                 |
| 8 mars-14 mars          | Peyton Siva (1/1)           | ALBA Berlin (3/3)                | 28                 |
| 15 mars-21 mars         | Sasha Vezenkov (1/2)        | Olympiakós Le Pirée (1/2)        | 41                 |
| 22 mars-28 mars         | Vasilije Micić (3/3)        | Anadolu Efes Istanbul (6/6)      | 30                 |
| 29 mars-4 avril         | Jordan Mickey (1/1)         | BC Khimki Moscou Région (1/1)    | 36 (2 matchs)      |
| 29 mars-4 avril         | Achille Polonara (1/1)      | Baskonia Vitoria-Gasteiz (2/2)   | 36 (2 matchs)      |
| 5 avril-11 avril        | Sasha Vezenkov (2/2)        | Olympiakós Le Pirée (2/2)        | 31                 |

#### MVPs en playoffs
| Semaine                                        | Joueur               | Équipe                         | Évaluation    |
| ---------------------------------------------- | -------------------- | ------------------------------ | ------------- |
| 19 avril-25 avril (1/4 de finale matchs 1 & 2) | Kevin Pangos (1/1)   | Zénith Saint-Pétersbourg (1/1) | 33 (2 matchs) |
| 19 avril-25 avril (1/4 de finale matchs 1 & 2) | Brandon Davies (1/1) | FC Barcelone (2/2)             | 33 (2 matchs) |
| 26 avril-2 mai (1/4 de finale matchs 3 & 4)    | Will Clyburn (1/1)   | CSKA Moscou (3/3)              | 38 (2 matchs) |
| 3 mai-9 mai (1/4 de finale match 5)            | Shavon Shields (1/1) | AX Armani Exchange Milan (2/2) | 41            |